# M10布克戰車

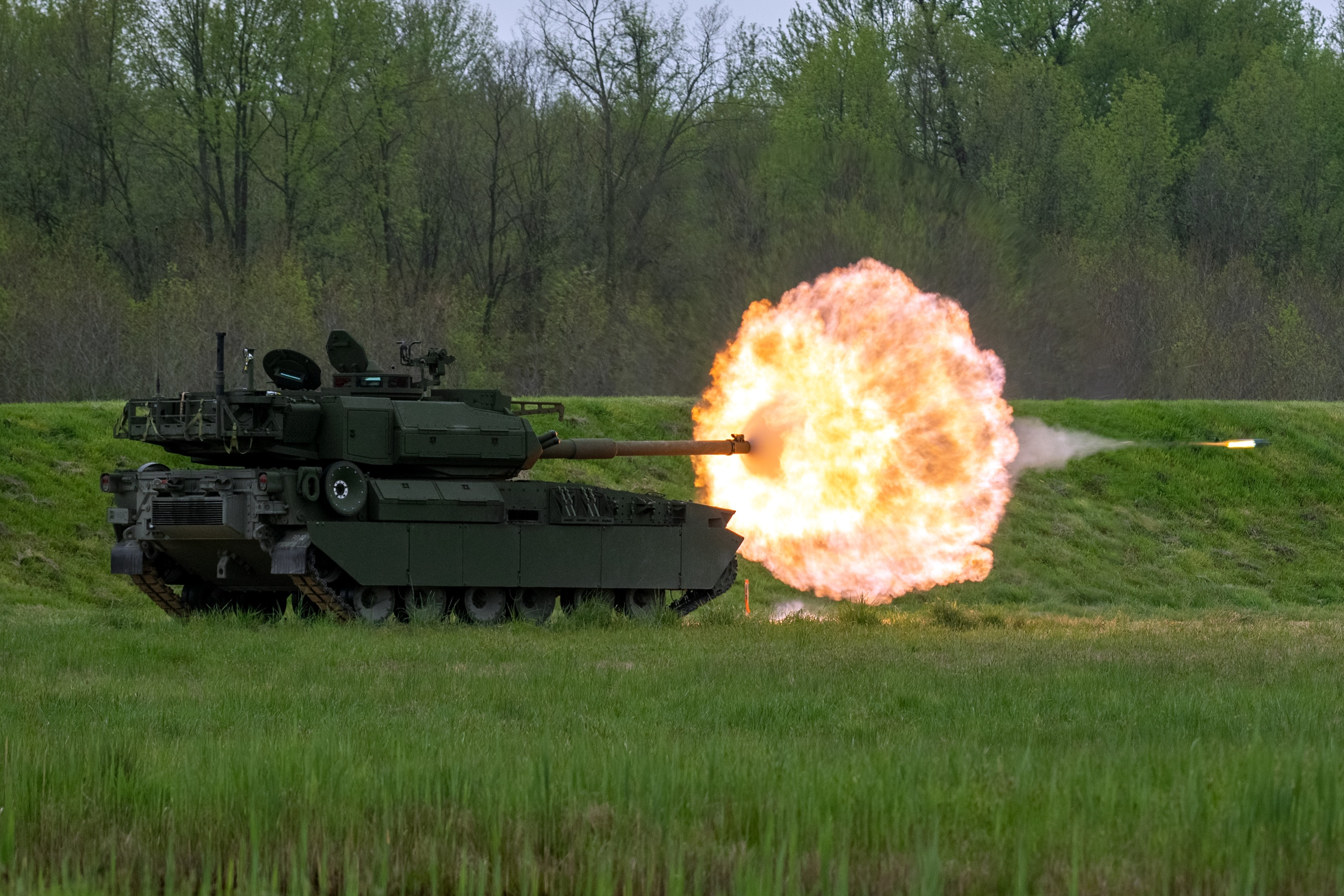
2024年，M10布克戰車發射105毫米M35戰車炮

M10 布克戰車（M10 Booker），是通用動力為美國陸軍研發的一款新型火力支援型戰車。获得军方正式命名前被称为“獅鷲輕型坦克（Griffin）”， 狮鹫是同样由通用动力研发的ASCOD车族的一员。
該車輛於2022年6月28日正式中標為美國陸軍機動防護火力車（简称：MPF）项目用车。
2023年6月美國陸軍正式宣布正式將MPF命名為M10 「布克」（Booker）戰鬥車，為了紀念2003年美軍進攻伊拉克巴格達戰役中喪生的M1戰車長史蒂芬·布克（Stevon Booker）及第二次世界大戰歐洲戰場上犧牲自己攻下德軍機槍陣地的羅柏·布克二等兵（Robert Booker），羅柏·布克陣亡後被美國國會追贈榮譽勳章。

## 發展史

### MPF项目
「機動防護火力」（Mobile Protected Firepower，MPF）計畫是美國陸軍於 2017 年11月提出，共有通用动力地面系統（General Dynamics Land Systems，GDLS）和 贝宜系统（BAE Systems） 兩家公司進行競標。

#### 通用動力陸地系統
使用英國Ajax（阿賈克斯步兵戰車）底盤為基礎，開發「獅鷲II」（Griffin II）輕戰車構型，主武裝可選擇120公釐XM360輕量化主砲或50公釐 XM913機砲，重量依任務搭配可從27公噸到50公噸不等。

#### BAE Systems
採用美國聯合防務公司（United Defence，2005年被BAE併購）於1992推出的 M8-AGS 輕戰車為基礎，當年M8推出是為了取代M551謝里登輕型坦克，但由於冷戰結束經費裁減，資源集中在主力戰車上，因此M8始終沒有機會繼續開發，直到MPF計畫才得以重生。

#### 定型
美國陸軍在2022年6月宣布通用動力地面系統公司贏得價值 11.4 億美元合約，負責開發「機動防護火力」輕型戰車計畫，這也是美軍繼1969～1997年服役的M551 謝里登輕戰車之後，睽違53年全新設計的輕型戰車，而主武裝則選擇105公釐主砲，非先前預測的120公釐主砲。
BAE M8 MPF 構型雖然重量較輕有助於美軍進行全球部署，但由於M8底盤本身已是30多年前的設計，已到達可升級的上限，因此未來升級彈性較大可能是「獅鷲」（Griffen）獲選的主要原因之一。

## 採購計畫
美軍已計劃採購337輛 M10 布克戰鬥車，首批預計將在2024～2025年成立第一個營。
美國國防部於2025年5月2日宣布取消M10採購計畫。計畫取消時，陸軍已接收了約80輛M10。這些M10未來預計將會封存或出售給國外買家。

## 使用國
- 美国陆军 ：80輛[9][13] (已取消採購計畫)

## 註解
1. ↑  此戰車雖符合輕戰車特徵，但由於使用目的在於為步兵提供火力支援與裝甲掩護，而非為裝甲部隊偵查，因此在美軍定義中不屬於輕戰車。